# Heiliger Forst

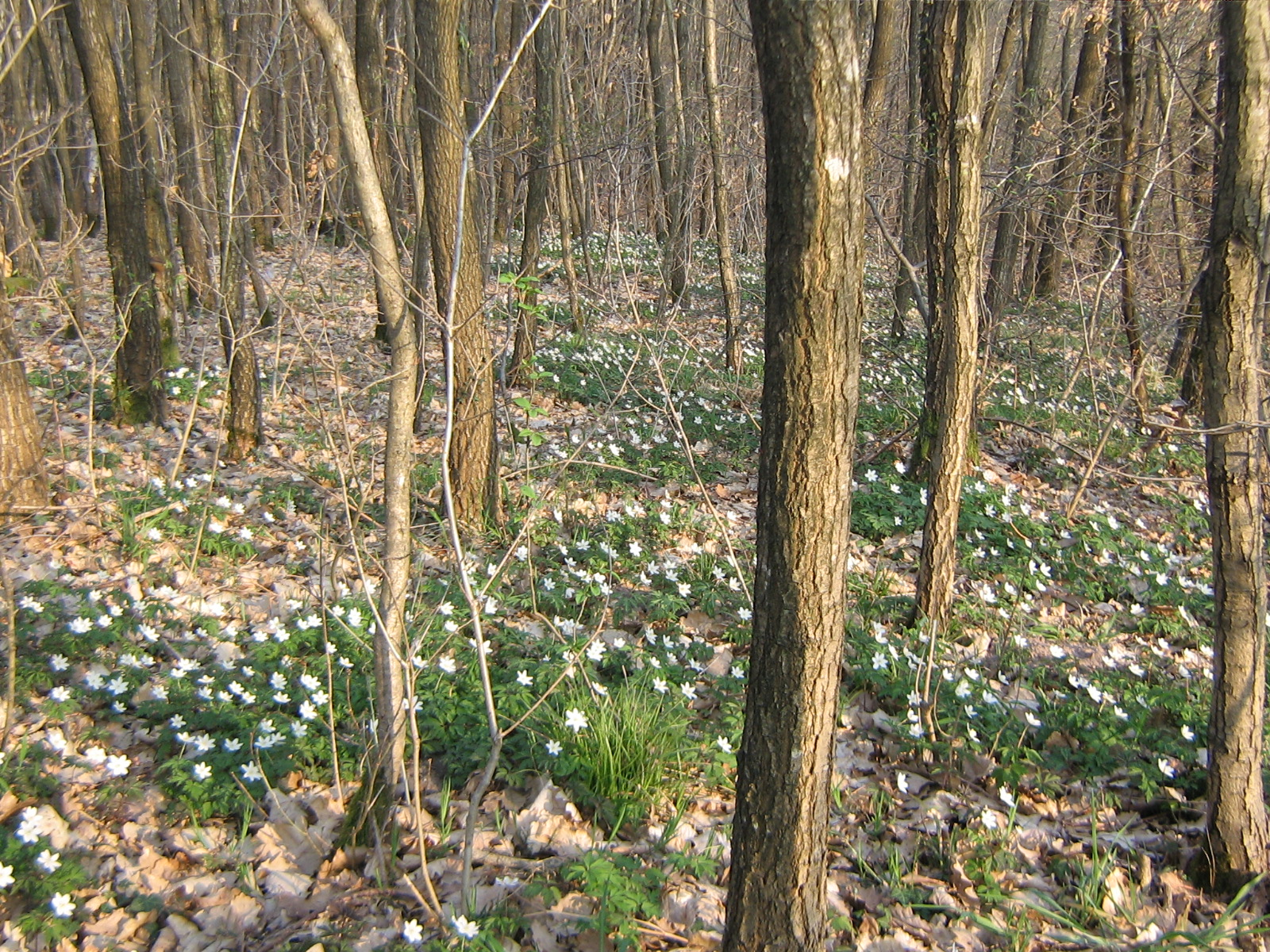
Buschwindröschen im April im Heiligen Forst

Der Heilige Forst ist ein alter Name für den Hagenauer Forst (Forêt de Haguenau) im Unterelsass (Département Bas-Rhin). In Frankreich wurde er Forêt Sainte genannt. Früher wurde er auch als Hagenauer Reichswald bezeichnet, da er zu den reichsunmittelbaren Besitzungen im Elsass gehörte. Er liegt 40 km westlich von Baden-Baden, etwa 30 km westlich des Rheins. Der Heilige oder Hagenauer Forst ist mit etwa 21.000 Hektar und einer Breite von etwa 30 km der größte zusammenhängende Wald im Elsass und der sechstgrößte in ganz Frankreich.
Der Heilige Forst blieb als Waldfläche zwischen Pfaffenhofen (Pfaffenhoffen) im Westen, Bischweiler (Bischwiller) im Südosten und Selz (Seltz) im Nordosten erhalten, da sein Sandboden nicht fruchtbar genug für landwirtschaftliche Nutzung ist. Die Gegend nördlich davon heißt Outre-Forêt („jenseits des Waldes“). Das nördliche Hochufer des Modertales bildet die Südgrenze des Forstes.

## Geschichte
Trotz vereinzelter keltischer Hügelgräber sowie seltener Funde römischer Ziegel findet sich auf dem Gebiet des Heiligen Forstes keine Spur früherer zusammenhängender Ansiedelungen. Der Forst existierte als Grundeinheit bereits zur Zeit des Fränkischen Reiches und war vermutlich Königsgut. Durch Rodungen wurde er nach und nach verkleinert. Er stellte eine dichte Wildnis dar, die nur am Rhein sowie in den Vorbergen der Vogesen passiert werden konnte. Kaiser Heinrich II. räumte dem Straßburger Bischof Werner I. von Habsburg im Jahr 1017 den Wildbann ein. Erstmals urkundlich erwähnt wird der Forst aber erst 1065.
Seinen Namen trägt er aufgrund der acht Klöster, die vom 6. bis 13. Jahrhundert in ihm oder um ihn errichtet wurden:
- Kloster Surburg in Surbourg, ältestes Kloster im Elsass, um 570 von Bischof Arbogast von Straßburg gegründet.
- Kloster Arnulfsau, 748/749 von Graf Ruthard gestiftet, 826 nach Schwarzach verlegt.
- Kloster Selz (Benediktiner), 991 von Kaiserin Adelheid als ihr Alterssitz und ihre Grablege gestiftet.
- Sankt Walburga in Walbourg (Benediktiner), um 1074 gegründet, Grablege des Stauferherzogs Friedrich II., des Einäugigen, von Schwaben (Vater Friedrich Barbarossas).
- Benediktinerinnenkloster Biblisheim, 1101 von Graf Dietrich von Mousson gegründet.
- Kloster Neubourg (ehemals Zisterzienser), 1128 von Graf Reinhold von Lützelburg mit Hilfe von Herzog Friedrich II. von Schwaben gegründet.
- Kloster Koenigsbruck (Königsbrück), Zisterzienserinnen, 1140 (oder 1152) von Herzog Friedrich II. von Schwaben gestiftet.
- Kloster Marienthal (Karmeliten), 1240/50 durch Albert von Hagenau, Ministeriale der Staufer in der Kaiserpfalz Hagenau, gegründet.

Teile des Forstes kamen als Schenkungen an diese Klöster, andere kamen in den Gemeindebann umliegender Orte. Neben den Kaisern aus dem Hause der Salier, die das alte Königsgut besaßen, waren die Grafen von Egisheim und die Grafen von Mömpelgard in den Allodialbesitz von je etwa einem Drittel des Forstes gekommen, wobei es nicht zu einer Realteilung kam, sondern die Nutzung und die Früchte des Waldes ideell gedrittelt waren. Der Egisheimer Anteil kam als Mitgift der Hildegard von Egisheim an deren Gemahl, den Staufer Friedrich von Büren. Der Mömpelgarder Anteil gelangte mit der gesamten Grafschaft Mömpelgard als Mitgift der Ermentrude von Burgund an deren Ehemann Dietrich von Mousson und später auf dem Erbweg an den Grafen Peter von Lützelburg und seine Söhne. Mousson und die Lützelburger stifteten die Klöster Biblisheim und Neubourg.

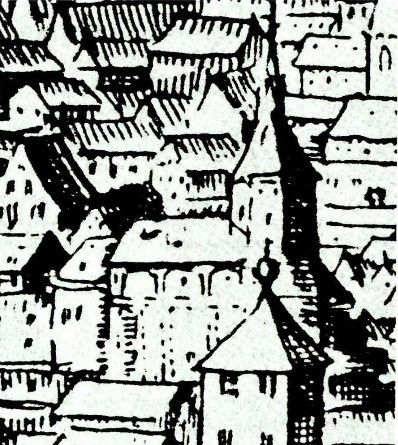
Die Kaiserpfalz Hagenau 1622, vor ihrer Zerstörung von 1687

Aus dem Eigengut der Salier erbte wohl bereits Agnes von Waiblingen, die Tochter Kaiser Heinrichs IV., einen Teil und brachte diesen an ihren Gemahl Friedrich I. von Staufen, Herzog von Schwaben, der bereits den Egisheimer Anteil geerbt hatte. Den anderen Teil erbte ihr Bruder, Kaiser Heinrich V., der letzte Salier, der ihn nach seinem Tode 1125 seinem Neffen Friedrich II., Herzog von Schwaben, hinterließ. Damit war dieser Staufer zum Besitzer von zwei Dritteln des verbliebenen Wildbannforsts geworden. Er erbaute die spätere Kaiserpfalz Hagenau als Jagdschloss auf einer Insel im Fluss Moder und stiftete das Kloster Koenigsbruck. Jedoch verlor er zeitweise die Herrschaft über die elsässischen Besitzungen während seiner kriegerischen Auseinandersetzungen mit Kaiser Lothar III., in deren Zuge er ein Auge verlor. Friedrichs des Einäugigen Sohn, Kaiser Friedrich I. Barbarossa, baute das Jagdschloss seines Vaters zur Königspfalz aus, um die sich schließlich die Stadt Hagenau entwickelte. Barbarossa zwang das Kloster Neuburg, welchem Graf Reginald von Lützelburg 1143 seinen Drittel-Anteil am Heiligen Forst hinterlassen hatte, diesen gegen ein Hofgut Seinhoren zu tauschen. Infolge dieses Tausches war nunmehr Kaiser Friedrich Alleineigentümer des Forstes geworden. Was auf dem linken Ufer des linken Moderarmes lag, war fundum proprium des Kaisers, was spätere Urkunden betonen. Die Mönche notierten: „Er gab uns ein kleines Anwesen für ein riesiges Recht.“
Der lichte Kiefern- und Eichenwald auf überwiegend sandigen Böden nahe den Rheinauen ist ein ideales Habitat für Rotwild. Deshalb wurde er ein bevorzugtes Jagdgebiet der staufischen Herzöge und späteren römisch-deutschen Könige und Kaiser. Hagenau wurde zur am häufigsten besuchten Pfalz der Staufer. Barbarossa war zwischen 1153 und 1189 neunmal in Hagenau, sein Enkel Friedrich II., der als König von Sizilien meist in Italien lebte, zog bei seinen Aufenthalten in Deutschland Hagenau allen anderen Kaiserpfalzen vor. Das milde Klima der Oberrheinischen Tiefebene mag dabei ebenso eine Rolle gespielt haben wie die vom Kaiser sehr geliebte Falkenjagd, für die der Heilige Forst und vor allem die Rheinauen mit ihrem Bestand an Graureihern und anderen Wasservögeln gute Gelegenheit boten.
Nach dem Aussterben der Staufer Mitte des 13. Jahrhunderts wurde der Forst dem Reichsgut zugeschlagen und damit zum Reichswald. Er wurde von der Landvogtei Unterelsass verwaltet, die ihren Sitz in der Hagenauer Kaiserpfalz hatte. Die Landvogtei befand sich jahrhundertelang in wechselndem Pfandbesitz. Nach 1630 übernahmen sie die französischen Könige, die ab 1648 auch offiziell Regenten im Elsass wurden.
Im 19. Jahrhundert befand sich hier ein Truppenübungsplatz des Deutschen Heeres für das XV. Armeekorps. Im Rahmen der Operation Undertone griffen im März 1945 alliierte Truppen die deutsche Heeresgruppe G auf einem 75 km breiten Frontabschnitt zwischen Saarbrücken und Haguenau an und drängten die Wehrmacht zurück.